# Hřbitov Montmartre
Hřbitov Montmartre (Cimetière de Montmartre, též zvaný Cimetière du Nord - Severní hřbitov) je hřbitov v Paříži, který leží v severní části města ve čtvrti Montmartre v 18. pařížském obvodu na Avenue Rachel. Se svými 11 ha je třetím největším pohřebištěm uvnitř Paříže, je zde zhruba 20 000 licencí a ročně je zde pohřbeno přibližně 500 osob.

## Historie
Hřbitov byl vybudován v letech 1818–1824 na místě bývalých lomů na sádrovec za hranicemi tehdejší Paříže. Pohřbívat se zde začalo v roce 1825. Od roku 1860 se hřbitov nachází na území města Paříže.
V roce 1922 se na hrobě německého básníka Heinricha Heineho zastřelil mladý student s knihou Heineho veršů v ruce. V roce 1941 po okupaci Paříže byl básníkův hrob na Hitlerův příkaz zničen.

## Výběr pochovaných osobností

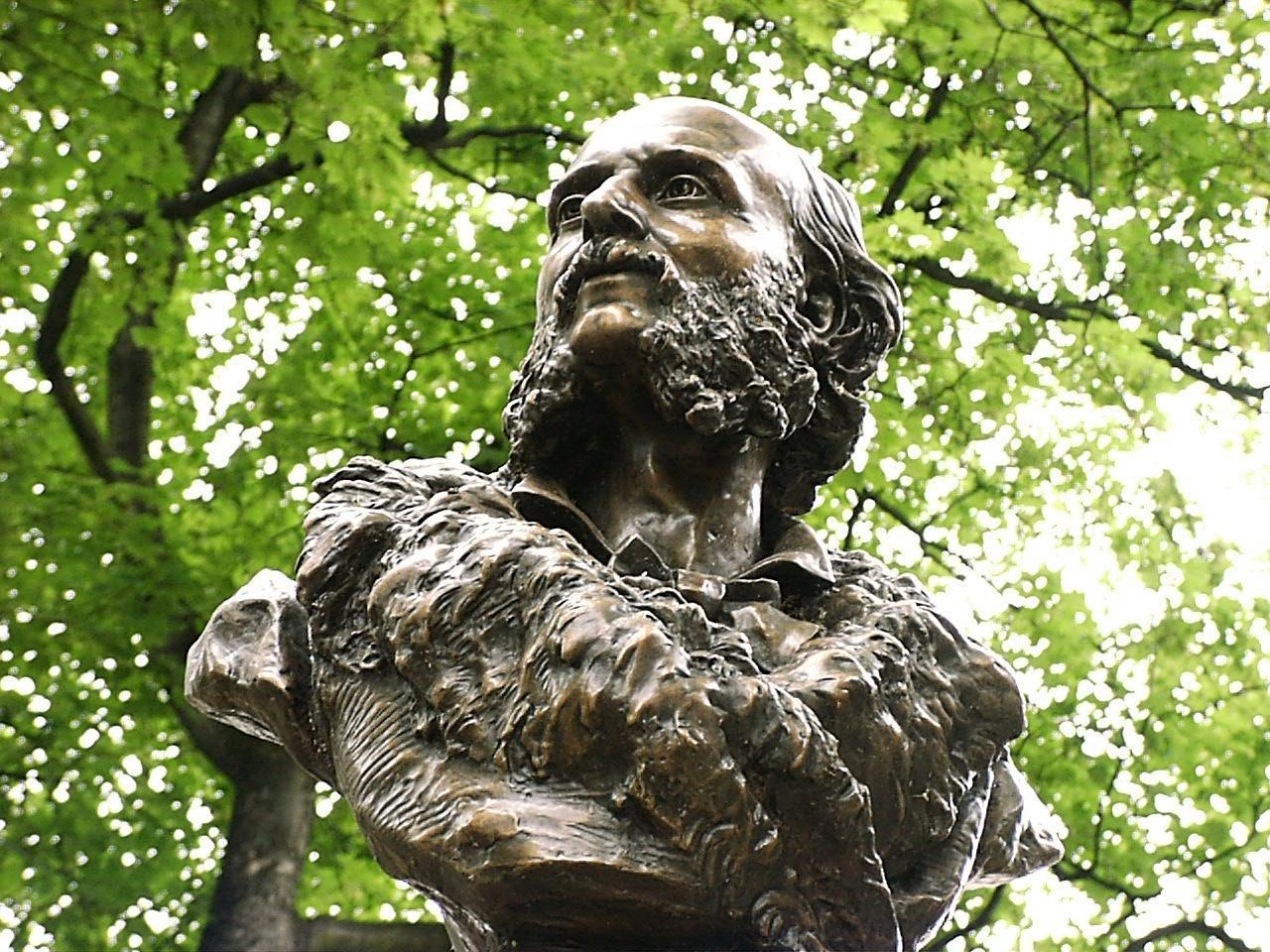
Hrob Jacquese Offenbacha

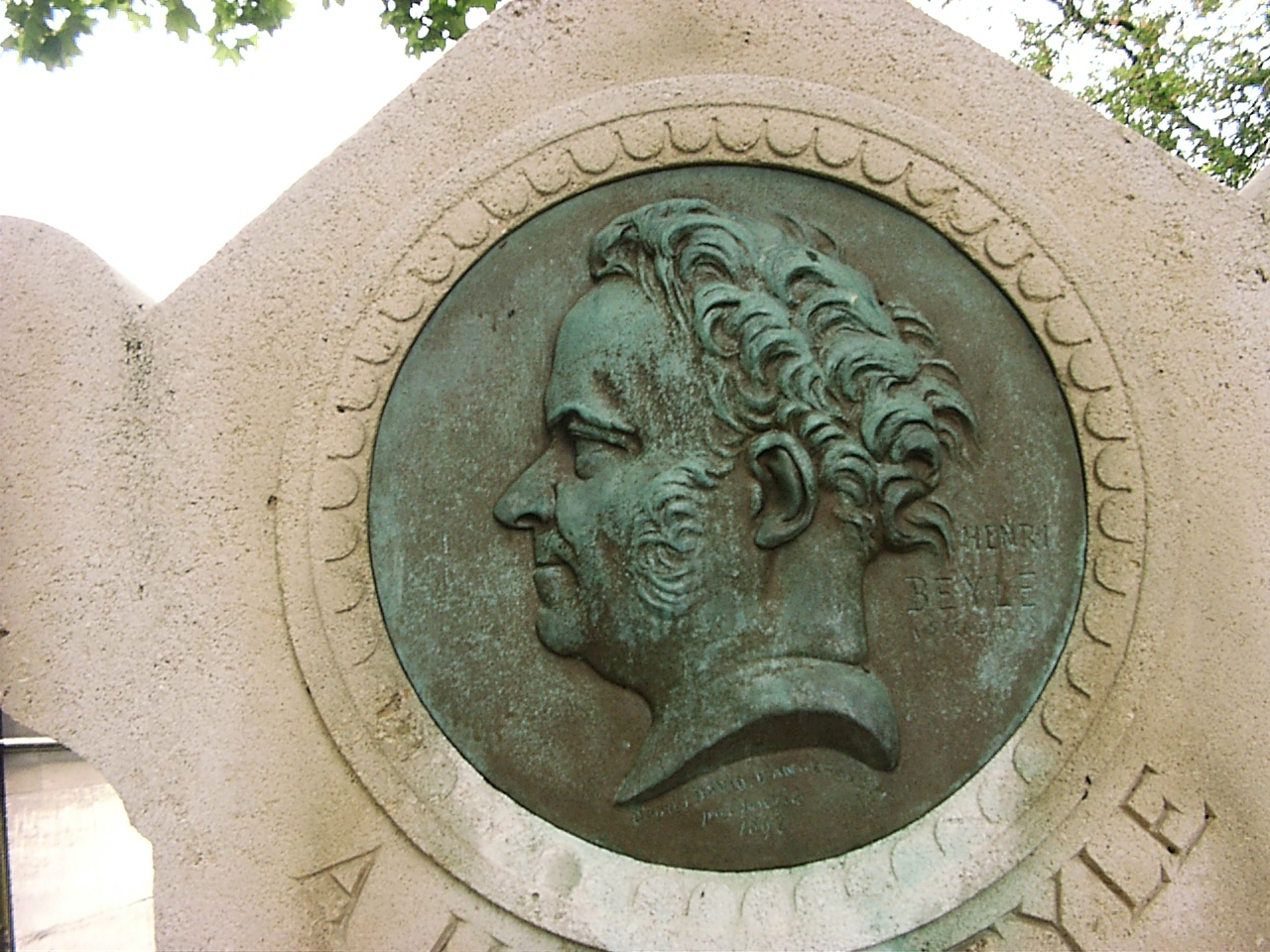
Hrob Stendhala

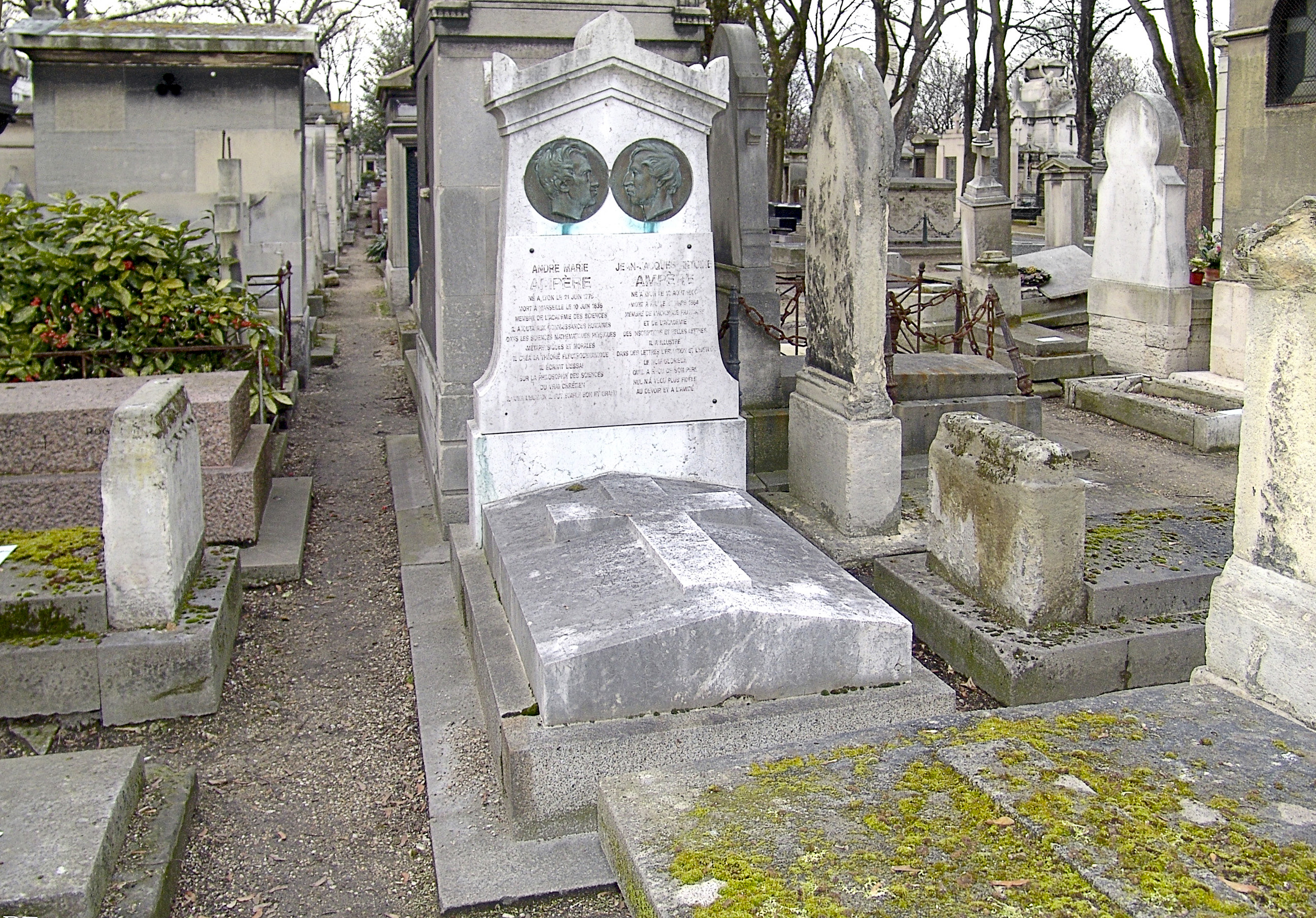
Ampèrův hrob

- André-Marie Ampère (1775–1836), fyzik
- Hector Berlioz (1803–1869), skladatel (7. oddělení)
- Václav Brožík (1851–1901), český malíř (28. oddělení)
- Jean-Daniel Cadinot (1944–2008), fotograf
- Dalida (Yolanda-Cristina Gigliotti) (1933–1987), zpěvačka a herečka
- Edgar Degas (1834–1917), malíř a sochař (4. oddělení)
- Paul Delaroche (1797–1852), malíř
- Léo Delibes (1836–1891), skladatel (9. oddělení)
- Alexandre Dumas mladší (1824–1895), spisovatel (21. oddělení)
- Marie Duplessis, rozená Alphonsine Plessis (1824–1847), kurtizána – Dáma s kaméliemi (15. oddělení)
- Jean Marie Joseph Farina (1785–1864), výrobce kolínské vody
- Georges Feydeau (1862–1921), dramatik
- Charles Fourier (1772–1837), filozof
- Léon Foucault (1819–1868), fyzik (7. oddělení)
- France Gallová (1947–2018), zpěvačka
- Ambroise Louis Garneray (1783–1857), korzár, malíř a spisovatel
- Théophile Gautier (1811–1872), spisovatel (2. oddělení)
- Edmond de Goncourt (1822–1896), spisovatel, zakladatel Goncourtovy ceny (13. oddělení)
- Jules de Goncourt (1830–1870), spisovatel (13. oddělení)
- Jacques Fromental Halévy (1799–1862), skladatel
- Heinrich Heine (1797–1856), německý básník (27. oddělení)
- Isabela Ferdinanda Španělská (1821–1897), španělská princezna
- Gustave Moreau (1826–1898), malíř
- Jacques Offenbach (1819–1880), skladatel (9. oddělení)
- Juliette Récamier (1777–1849), hostitelka salónu (30. oddělení)
- Adolphe Sax (1814–1894), vynálezce saxofonu (5. oddělení)
- Claude Simon (1913–2005), spisovatel
- Fernando Sor (1778–1839), španělský skladatel a kytarista
- Stendhal (Henri Beyle) (1783–1842), spisovatel
- François Truffaut (1932–1984), režisér (21. oddělení)
- Horace Vernet (1789–1863), malíř
- Alfred de Vigny (1797–1863), spisovatel (13. oddělení)
- Louise Weber řečená La Goulue (1866–1929), tanečnice
- Émile Zola (1840–1902), spisovatel (jeho pozůstatky byly v roce 1908 přeneseny do Pantheonu) (19. oddělení)

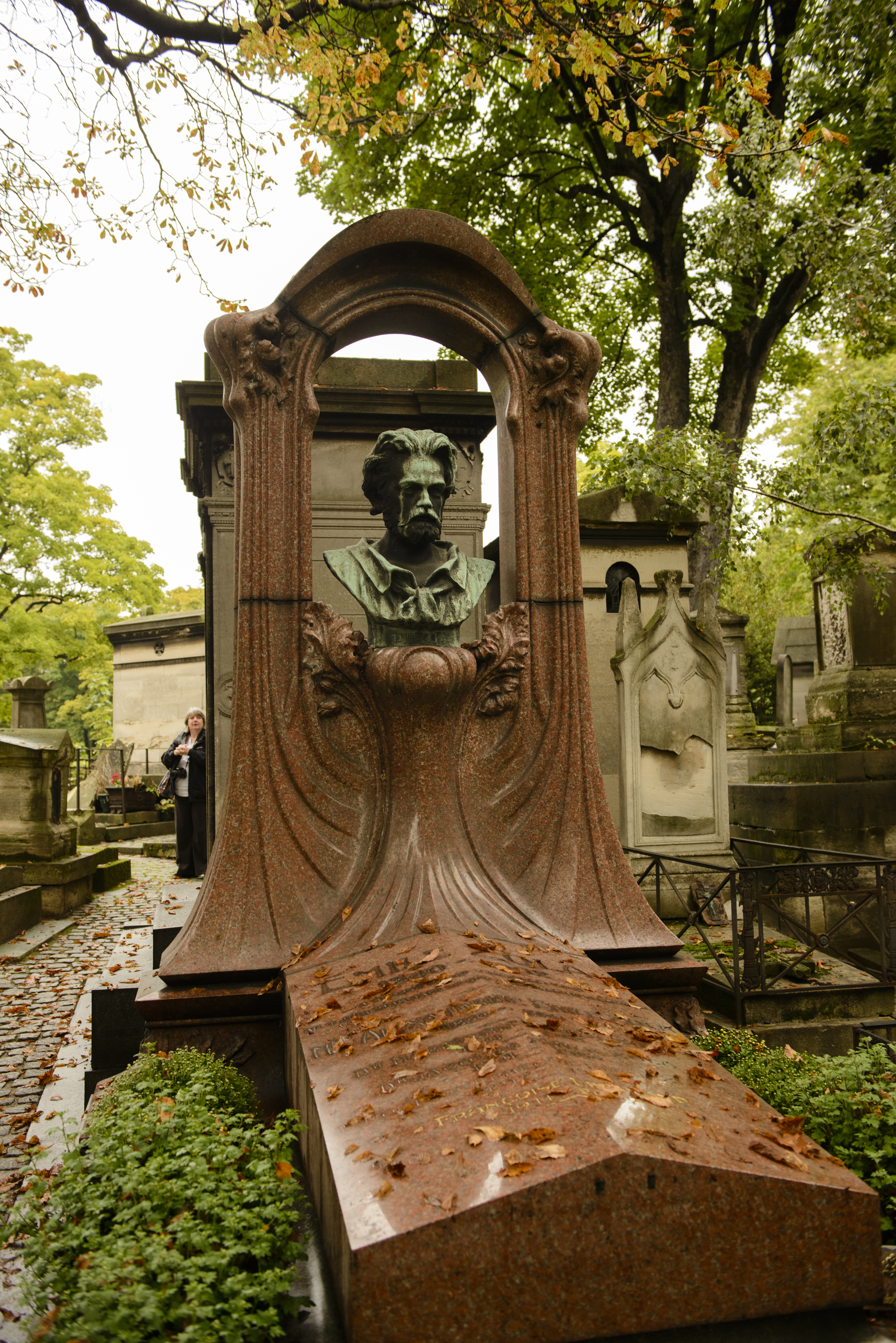
Émile Zola
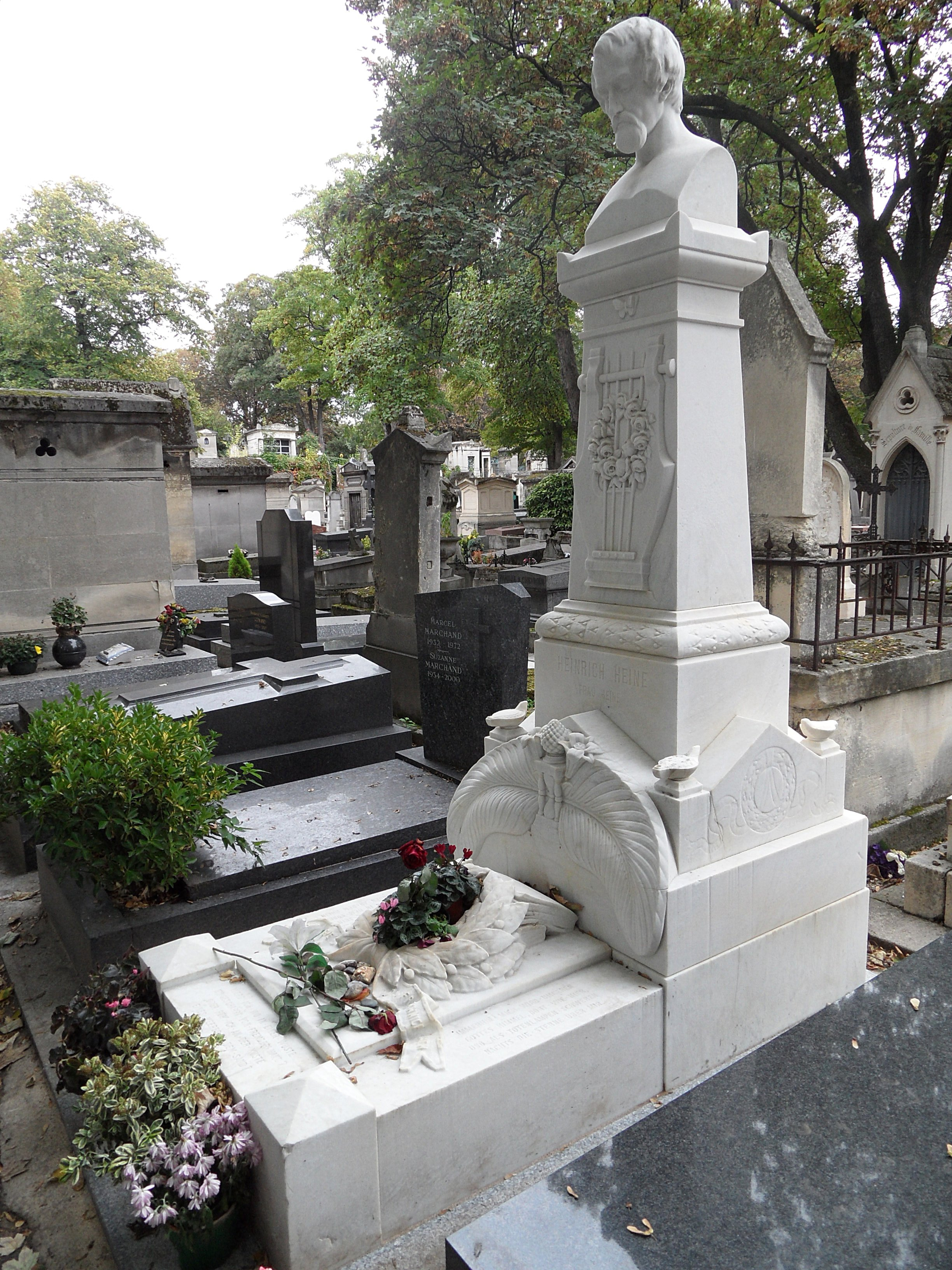
Heinrich Heine
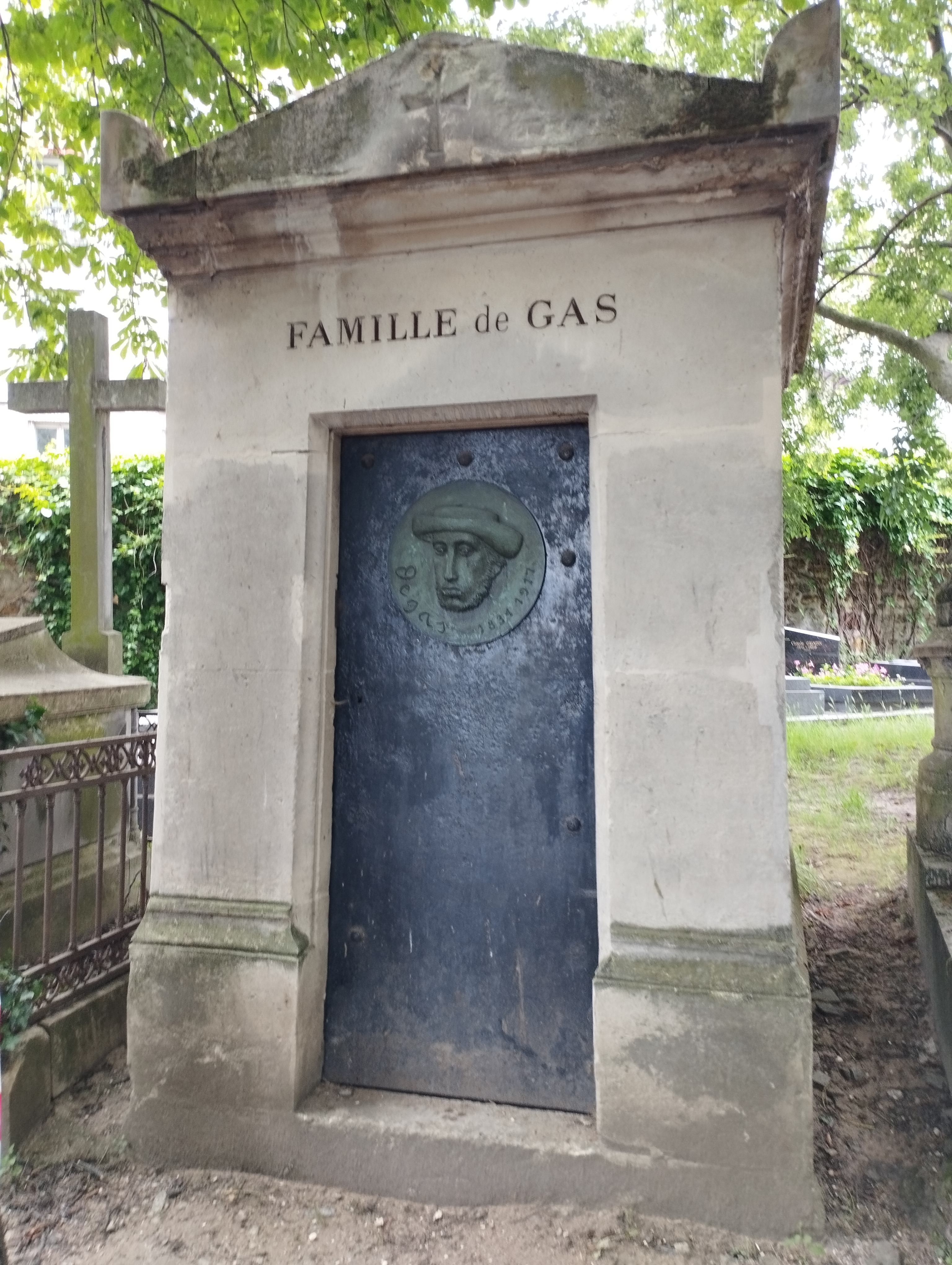
Edgar Degas
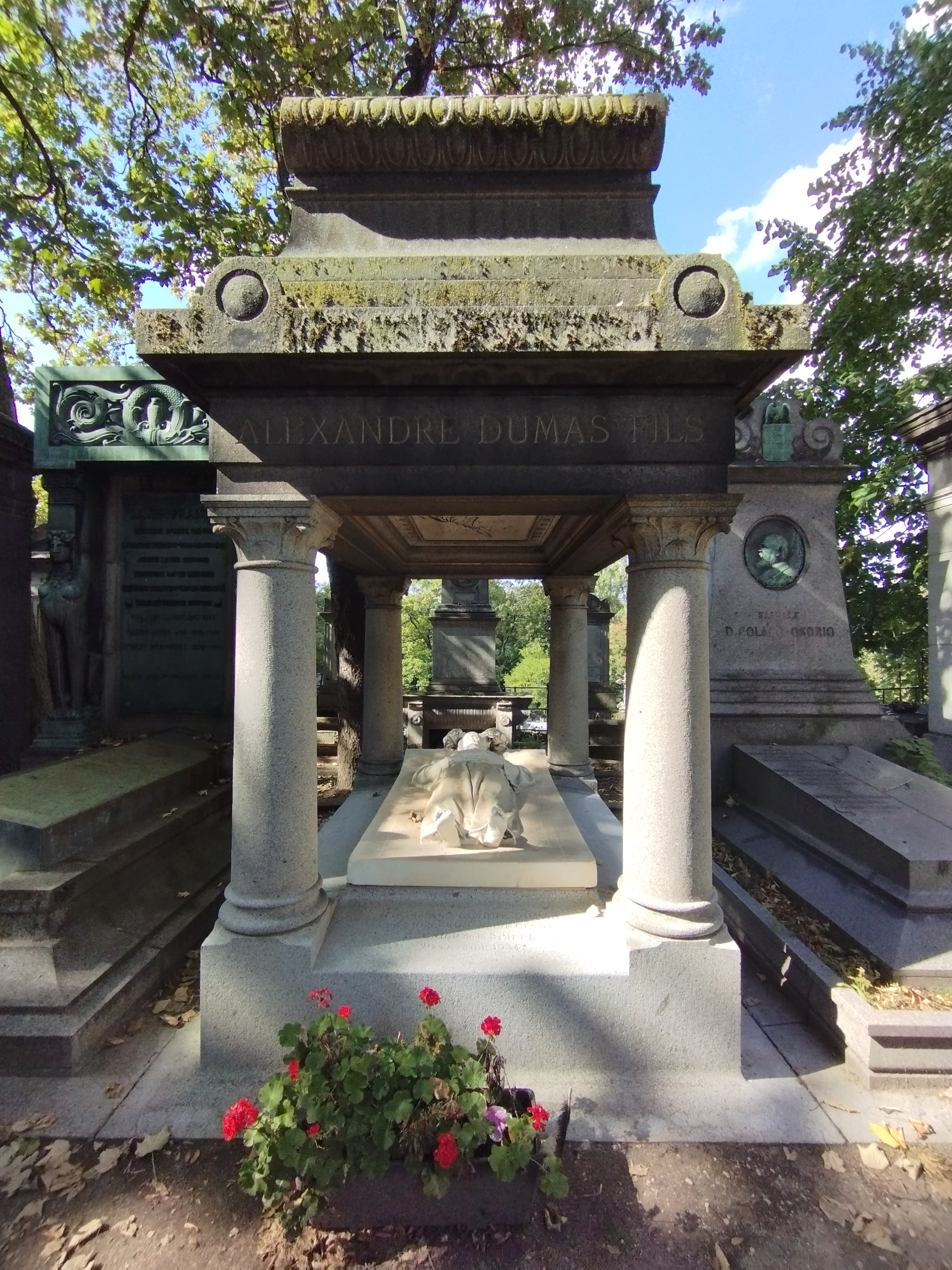
Alexandre Dumas mladší
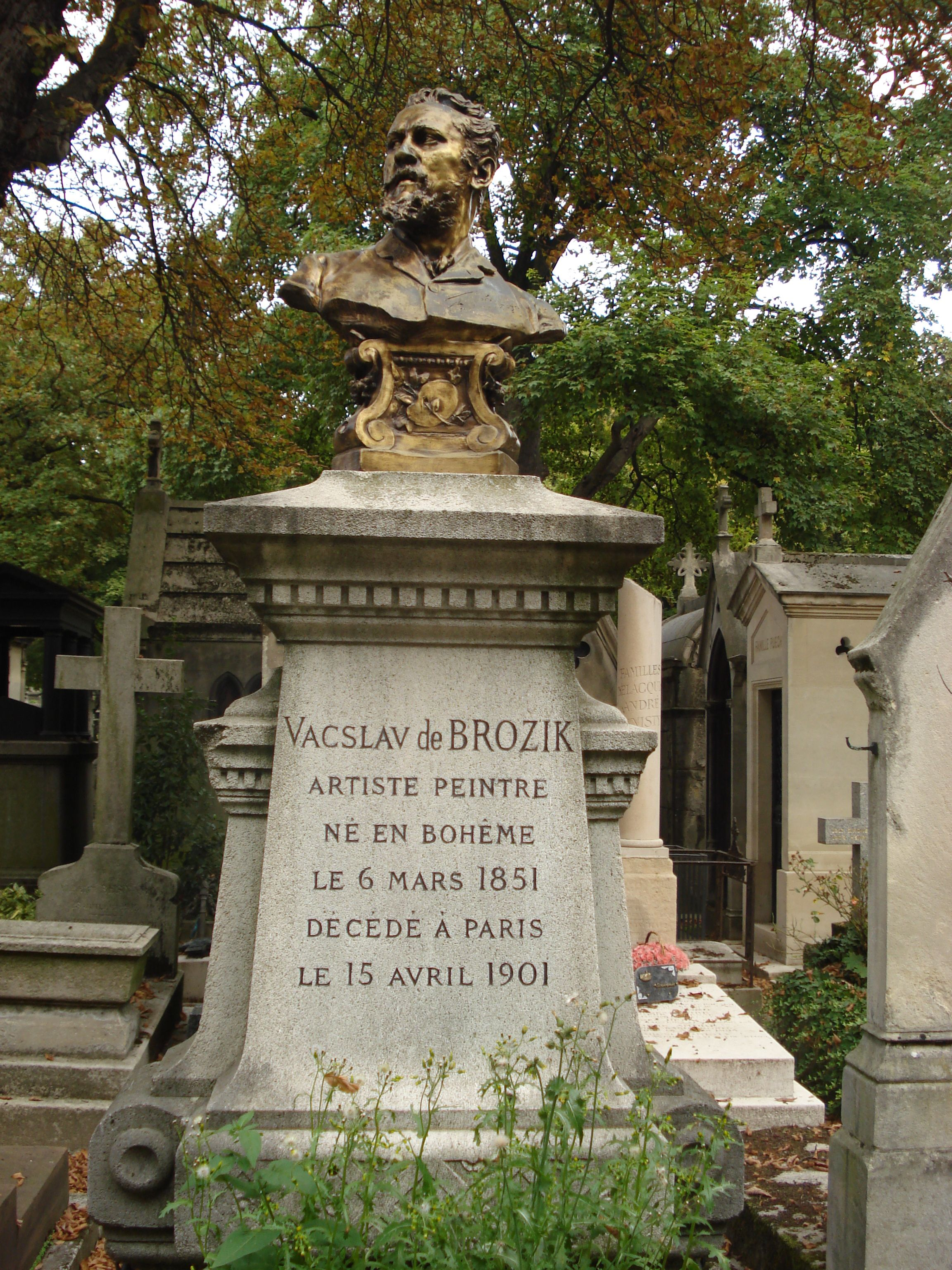
Václav Brožík
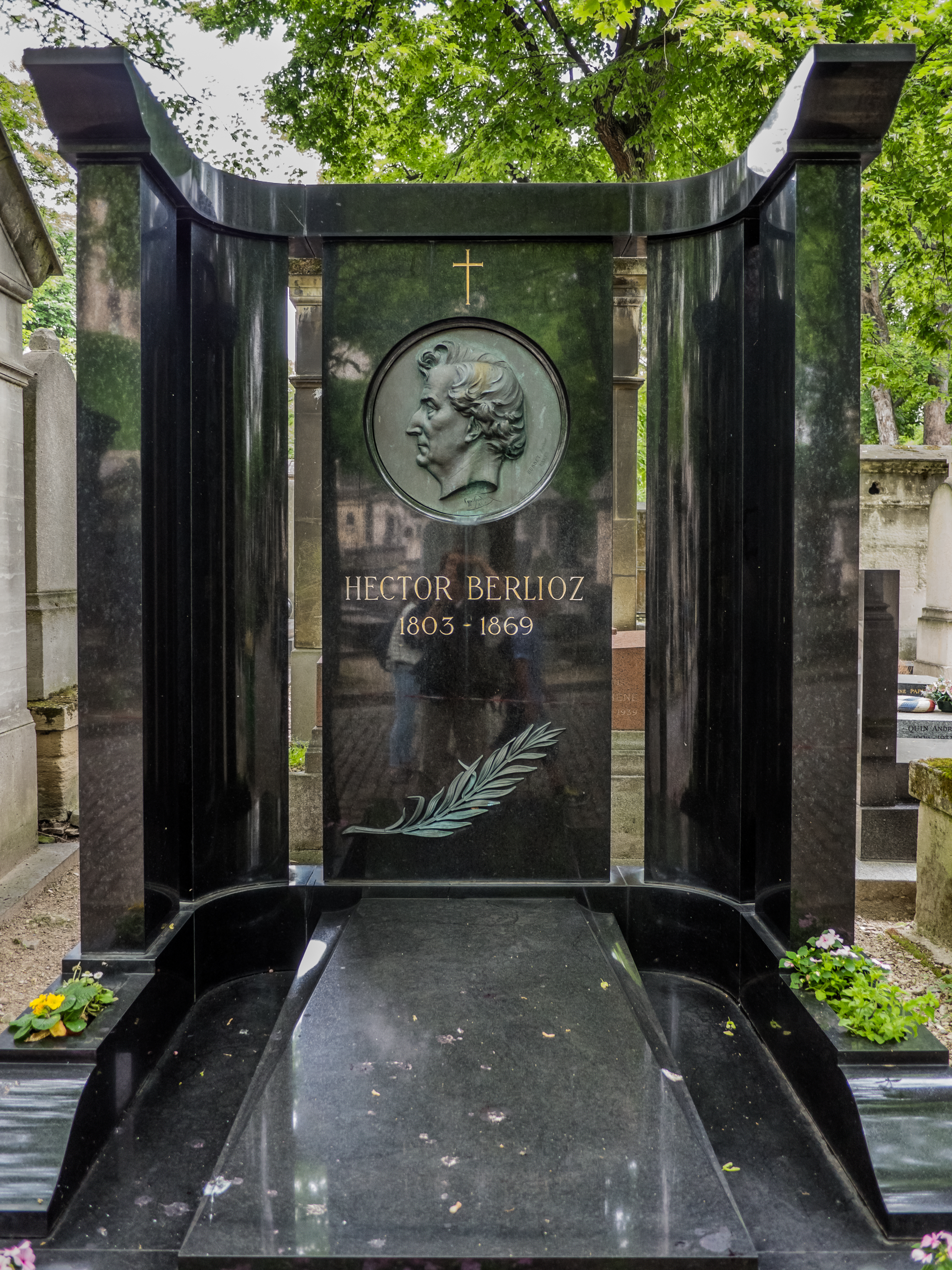
Hector Berlioz

## Významné pařížské hřbitovy
V současnosti je na území města Paříže funkčních 14 hřbitovů, z nichž čtyři hřbitovy mají více než 10 000 hřbitovních míst:
- Père Lachaise (cca 70 000 náhrobků nebo koncesí) [2]
- Montparnasse (35 000) [3]
- Montmartre (20 000) [4]
- Batignolles (15 000) [5]

Dalších šest hřbitovů určených k pohřbívání Pařížanů leží mimo území hlavního města. Jejich názvy jsou odvozeny od měst, ve kterých se nacházejí:
- Hřbitov Pantin (200 000) [6]
- Hřbitov Thiais (150 000) [7]
- Hřbitov Bagneux (83 000) [8]
- Hřbitov Ivry (48 000) [9]
- Hřbitov Saint-Ouen (46 000) [10]